# Scythe (juego de mesa)
Scythe es un juego de mesa para 1 a 5 jugadores diseñado por Jamey Stegmaier y publicados por Stonemaier Juegos en 2016. Está ambientado en una historia alterna situada en los años 1920s en Europa, en Scythe los jugadores gestionan facciones que producen recursos, construyen infraestructura económica, y utilizan máquinas de guerra llamadas mechs para luchar y controlar territorios. Los jugadores toman hasta dos acciones por turno utilizando tableros diferentes para cada jugador, el juego continua hasta que algún jugador consiga seis logros, cuando esto sucede los jugadores reciben monedas por los logros obtenidos y los territorios controlados, el jugador con más dinero gana.
El juego fue originalmente lanzado en Kickstarter, recaudando más de $1.8 millones. Scythe recibió críticas muy positivas, elogiado particularmente por su arte, el cual estuvo a cargo del pintor polaco Jakub Różalski bajo el nombre de World of 1920+. En 2020, Scythe se situó de puesto 11º entre todos los  juegos de mesa en BoardGameGeek.

## Jugabilidad
En Scythe, los jugadores representan facciones diferentes en una historia alterna situada en los años 1920s en Europa los cuales se están recuperando de una gran guerra, donde cada facción busca fortuna. Los jugadores escogen una de cuatro acciones principales durante cada turno, las cuales se encuentran en la parte superior de su tablero, dicha acción debe ser diferente a la seleccionada en el turno anterior. Si lo desean, los jugadores pueden ejecutar la acción secundaria ligada a cada acción principal. Estas acciones les permiten mover unidades en el tablero, comerciar o producir bienes, reforzar su ejército, desplegar mechs, construir estructuras, y mejorar sus acciones para hacerlas más fuertes o más baratas.
Cada jugador tiene seis estrellas que colocarán en el tablero cada vez que completen objetivos, tales como desplegar todos sus cuatro mechs o ganar (hasta dos) batallas. Cuándo un jugador ha colocado todas sus estrellas, el juego inmediatamente finaliza, con cada estrella y el territorio controlaron se le da una cierta cantidad de dinero dependiendo de la popularidad que el jugador ha conseguido durante el juego. El jugador con más dinero es el ganador.

## Lanzamiento y recepción
Scythe fue vendido inicialmente vía Kickstarter, con los partidarios que contribuyeron más de $1.8 millones durante la campaña. El juego fue enviado a los partidarios en julio de 2016 y lanzado en tiendas minoristas el mes siguiente.
Scythe Ganó 5 premios Golden Geek en 2016 de BoardGameGeek, siendo premiado por Juego de mesa del Año, Arte y Presentación, Juego de Estrategia, y Juego solitario, y posicionándose como subcampeón como juego más Innovador. Scythe también ganó el premio Origins como juego de mesa del año en 2016 y el As d'Or en la categoría de juegos para expertos en 2017.

## Facciones de Scythe
El juego de Scythe cuenta con 5 facciones iniciales:
- República de Polania
- Imperio Sajón
- Crimea
- Reino Nórdico
- Rusoviéticos